# 75e Golden Globe Awards
De 75e Golden Globe Awards, waarbij prijzen werden uitgereikt in verschillende categorieën voor de beste films en televisieprogramma's van 2017, vonden plaats op 7 januari 2018 in het Beverly Hilton Hotel in Beverly Hills, Californië. De ceremonie werd voor de eerste maal gepresenteerd door de komiek Seth Meyers. De nominaties werden bekendgemaakt op 11 december 2017 door Sharon Stone, Alfre Woodard, Kristen Bell en Garrett Hedlund.

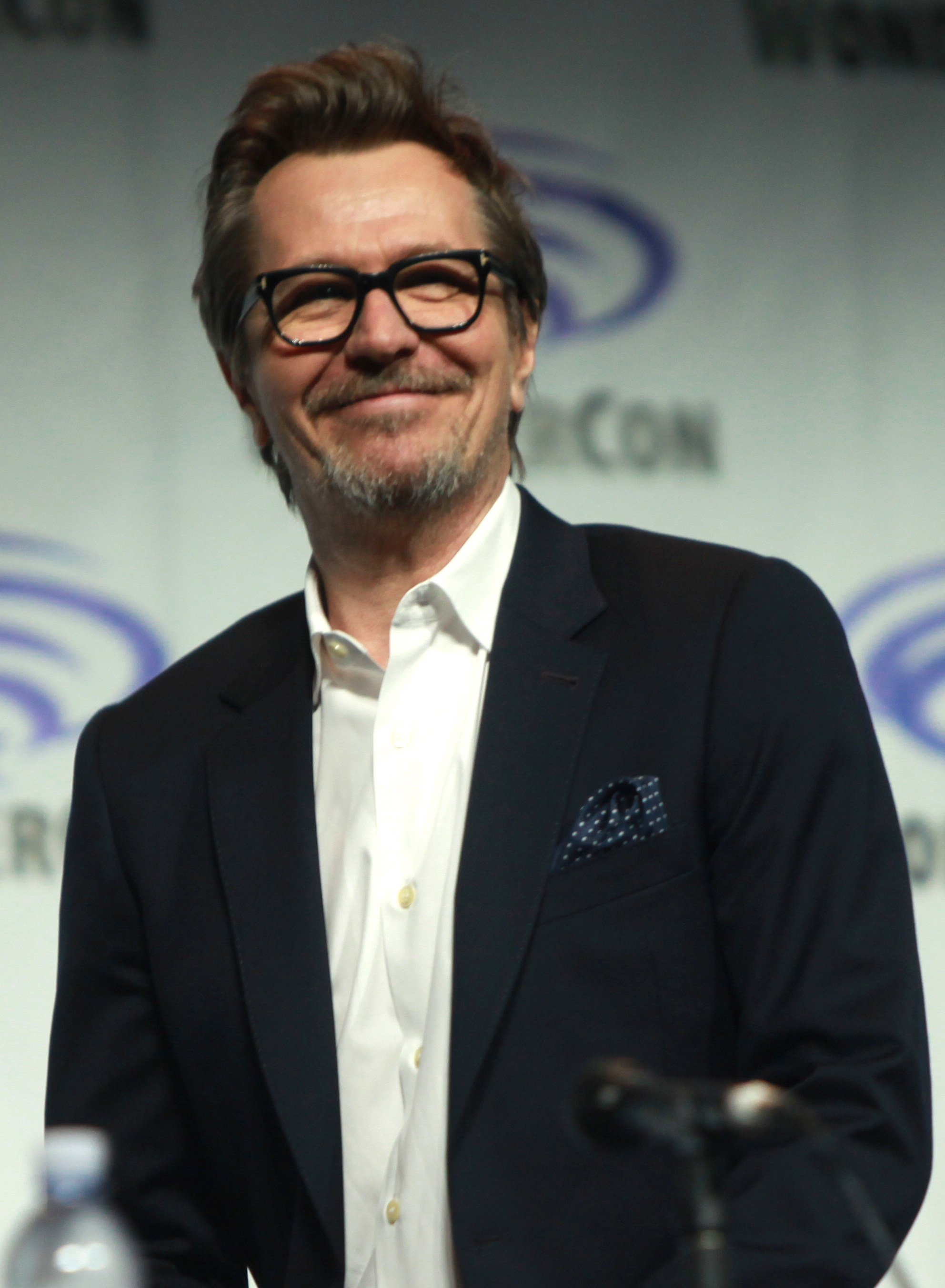
Gary Oldman, beste acteur in een dramafilm

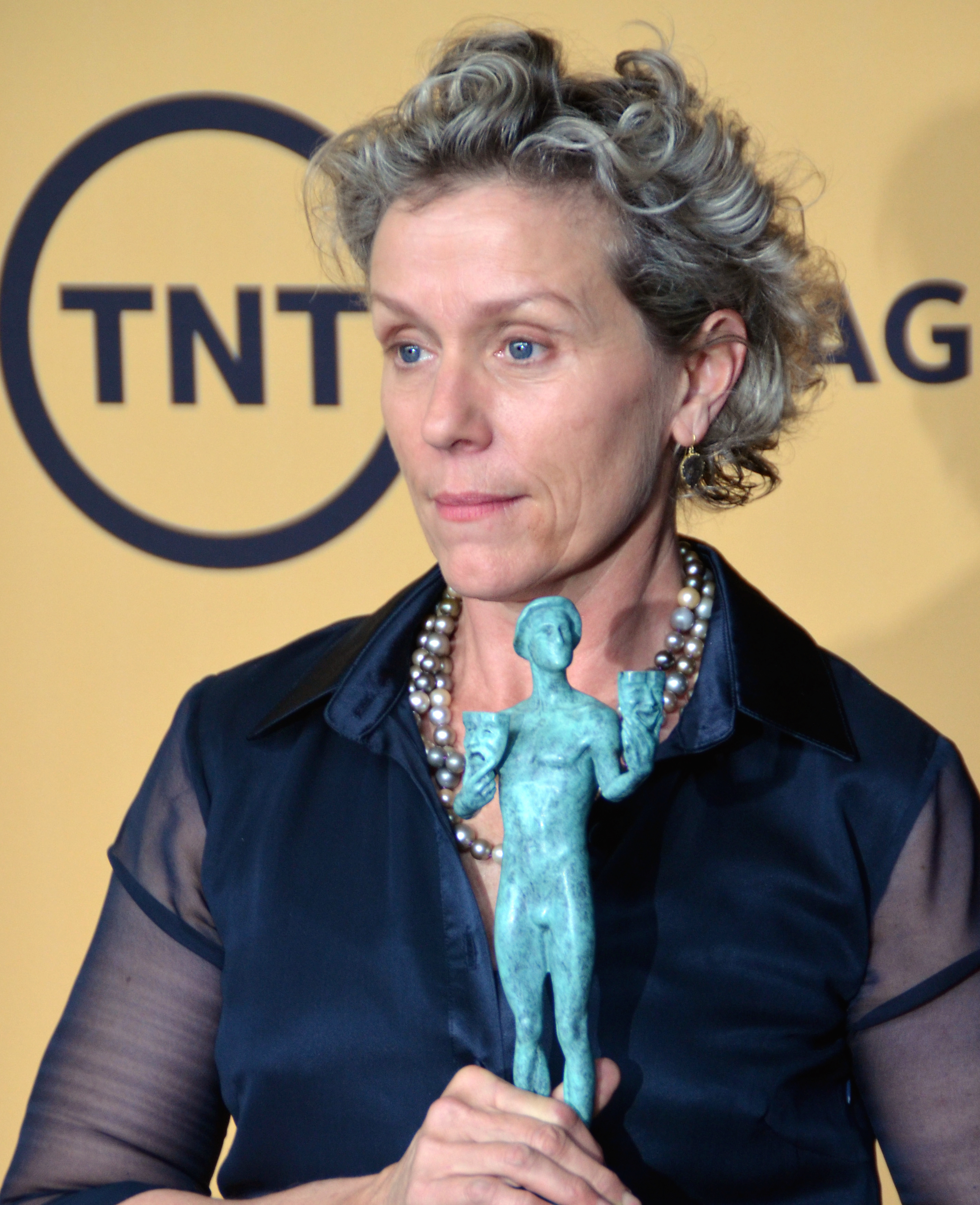
Frances McDormand, beste actrice in een dramafilm

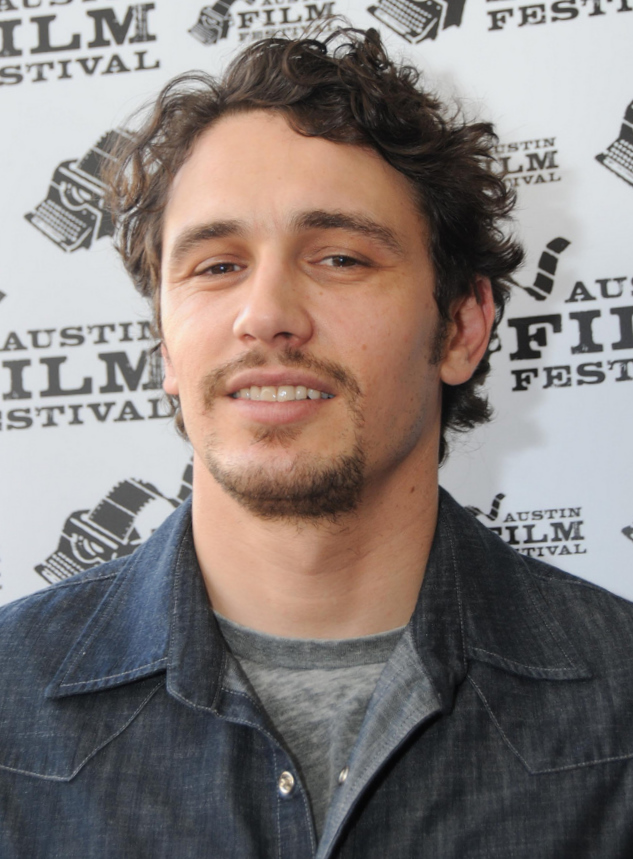
James Franco, beste acteur in een komische of muzikale film

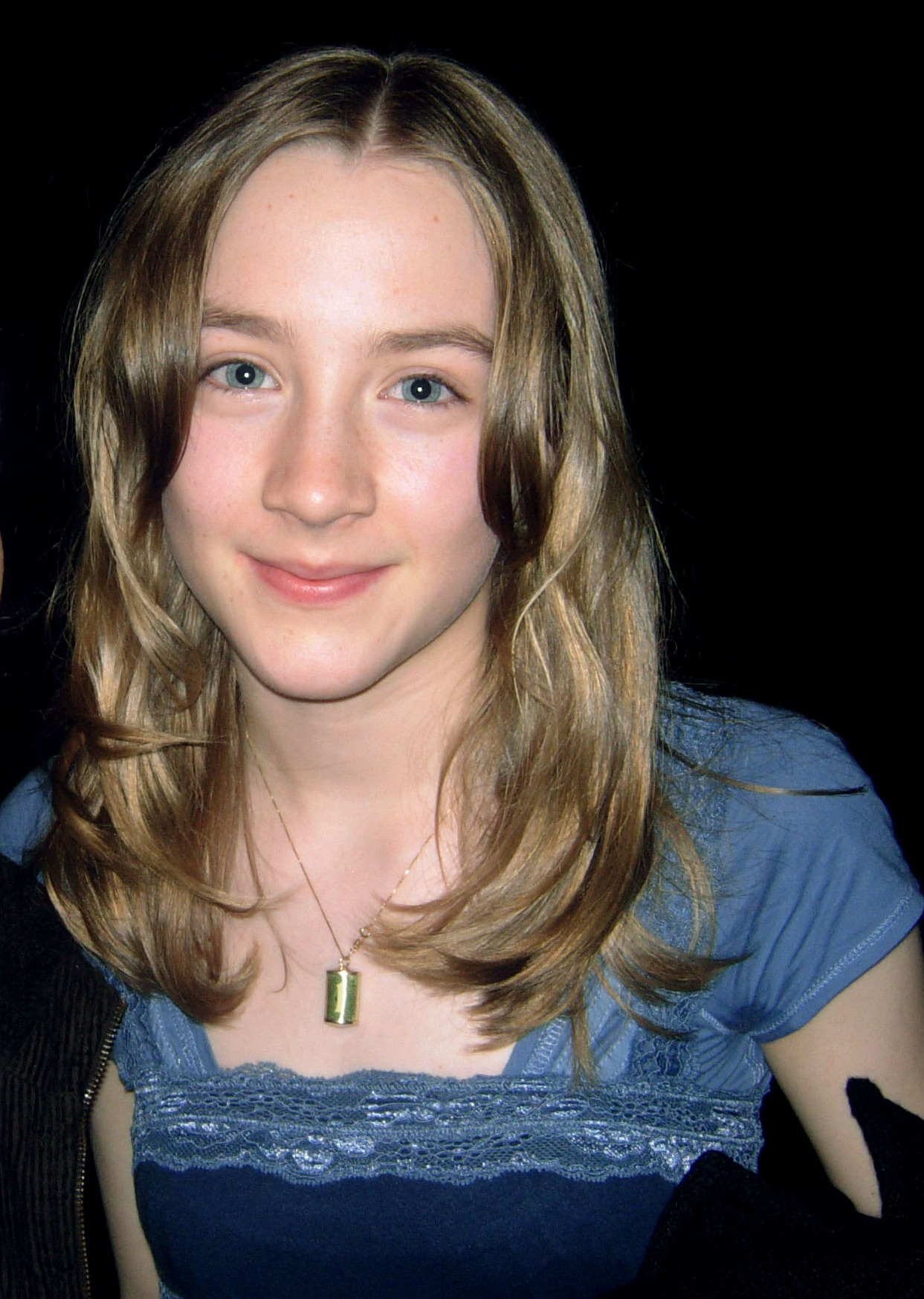
Saoirse Ronan, beste actrice in een komische of muzikale film

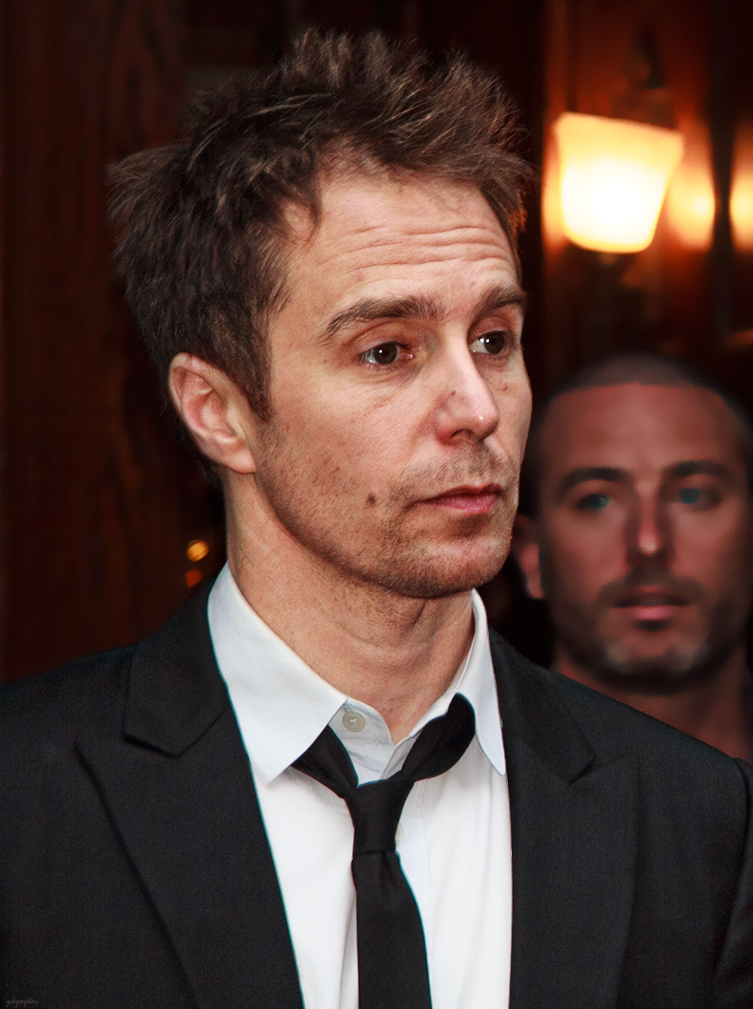
Sam Rockwell, beste mannelijke bijrol

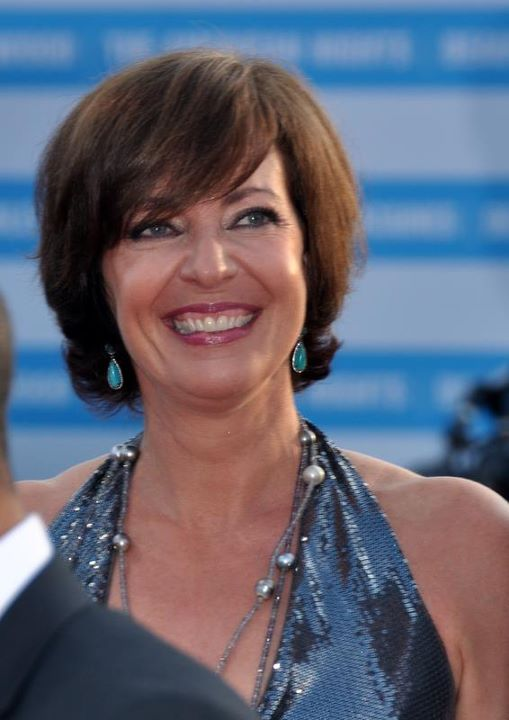
Allison Janney, beste vrouwelijke bijrol

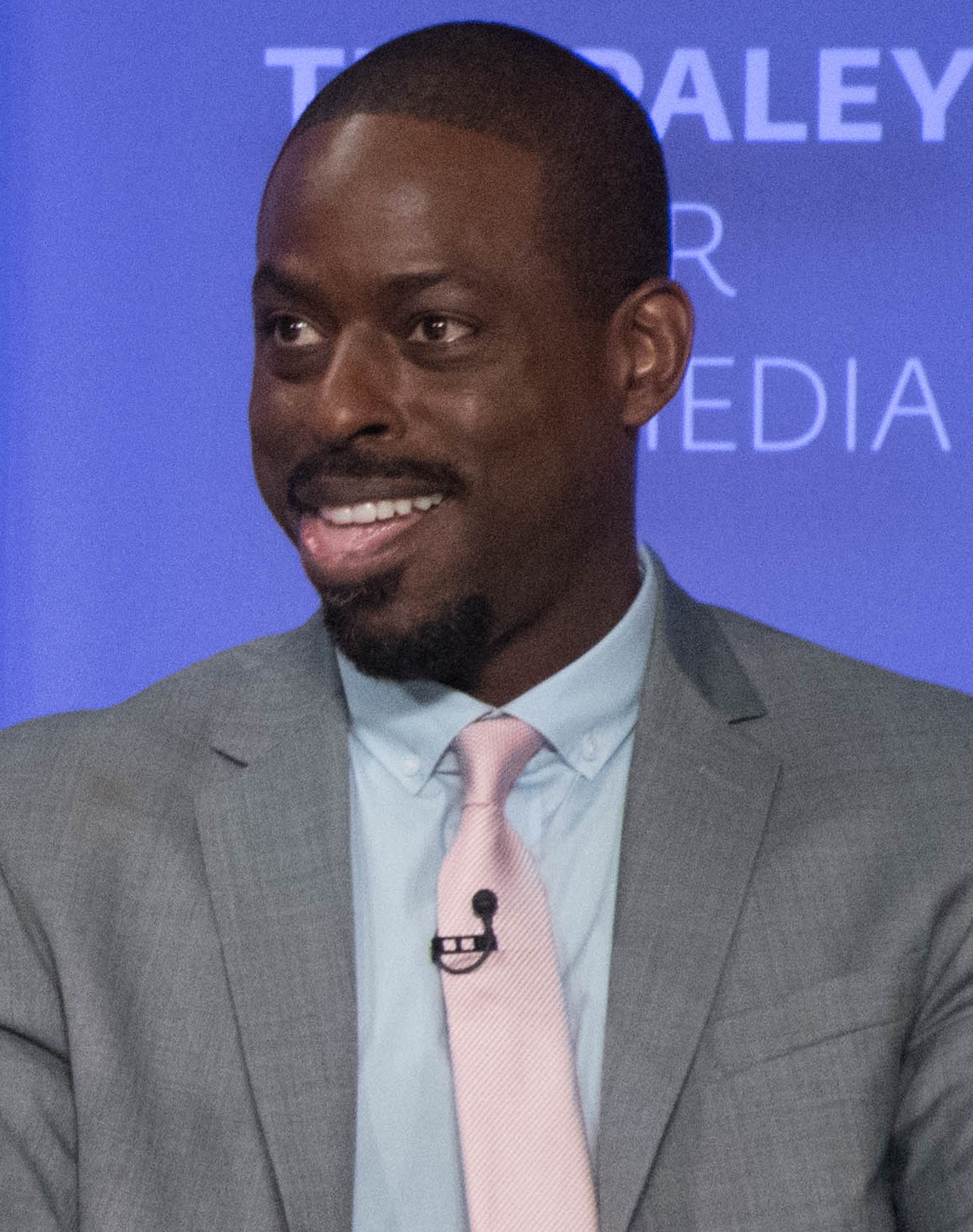
Sterling K. Brown, beste acteur in een dramaserie

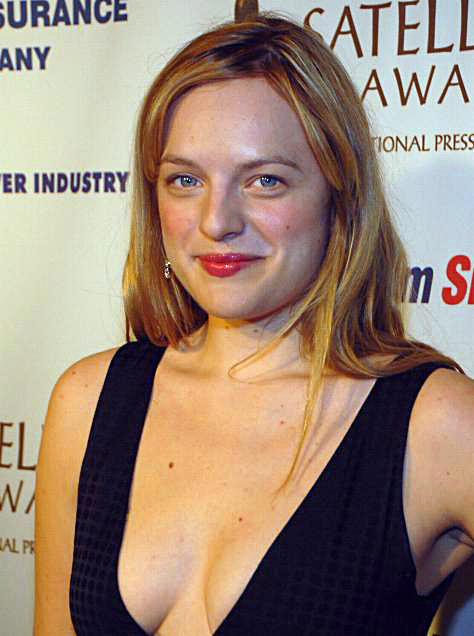
Elisabeth Moss, beste actrice in een dramaserie

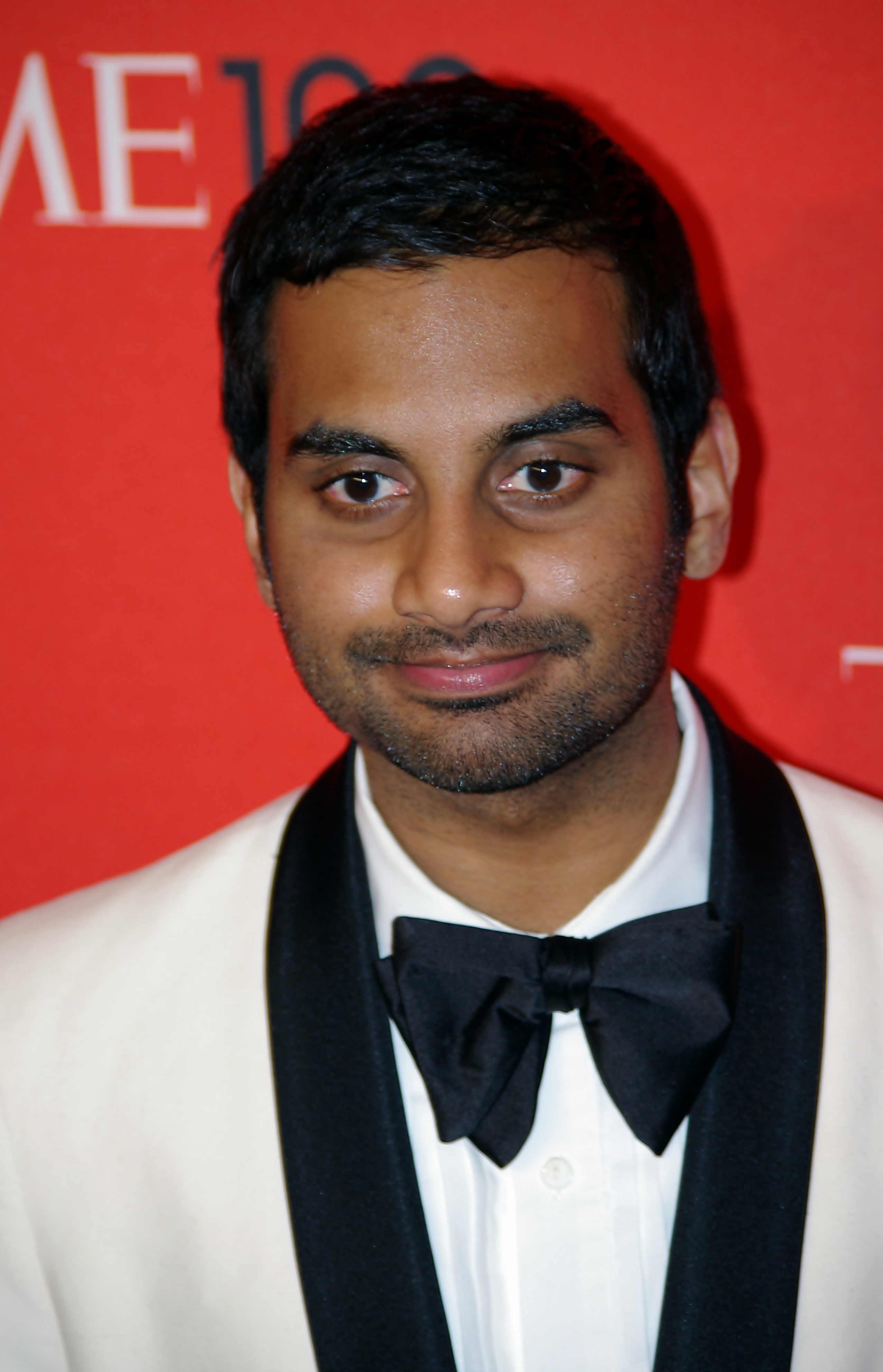
Aziz Ansari, beste acteur in een komische of muzikale serie

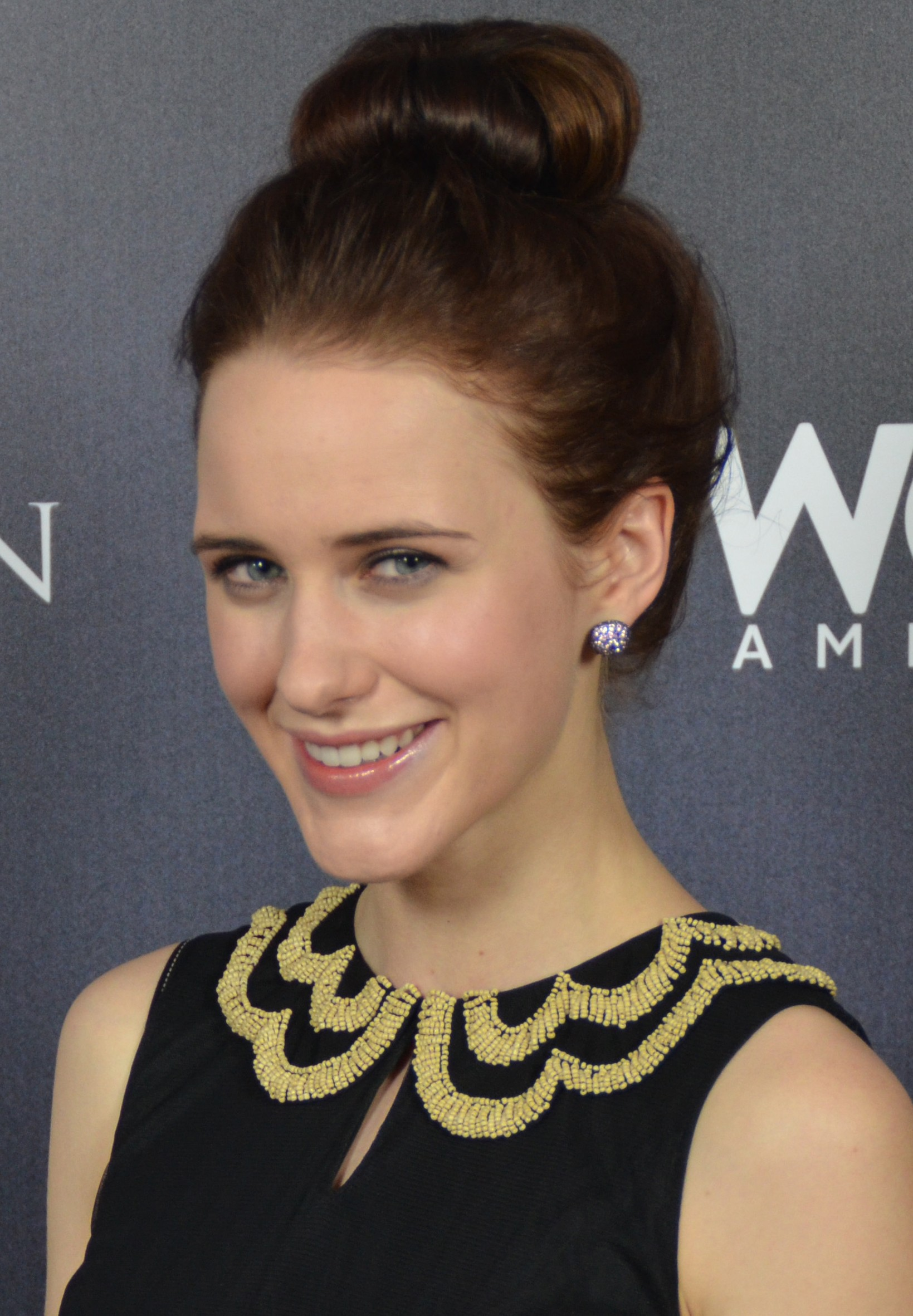
Rachel Brosnahan, beste actrice in een komische of muzikale serie

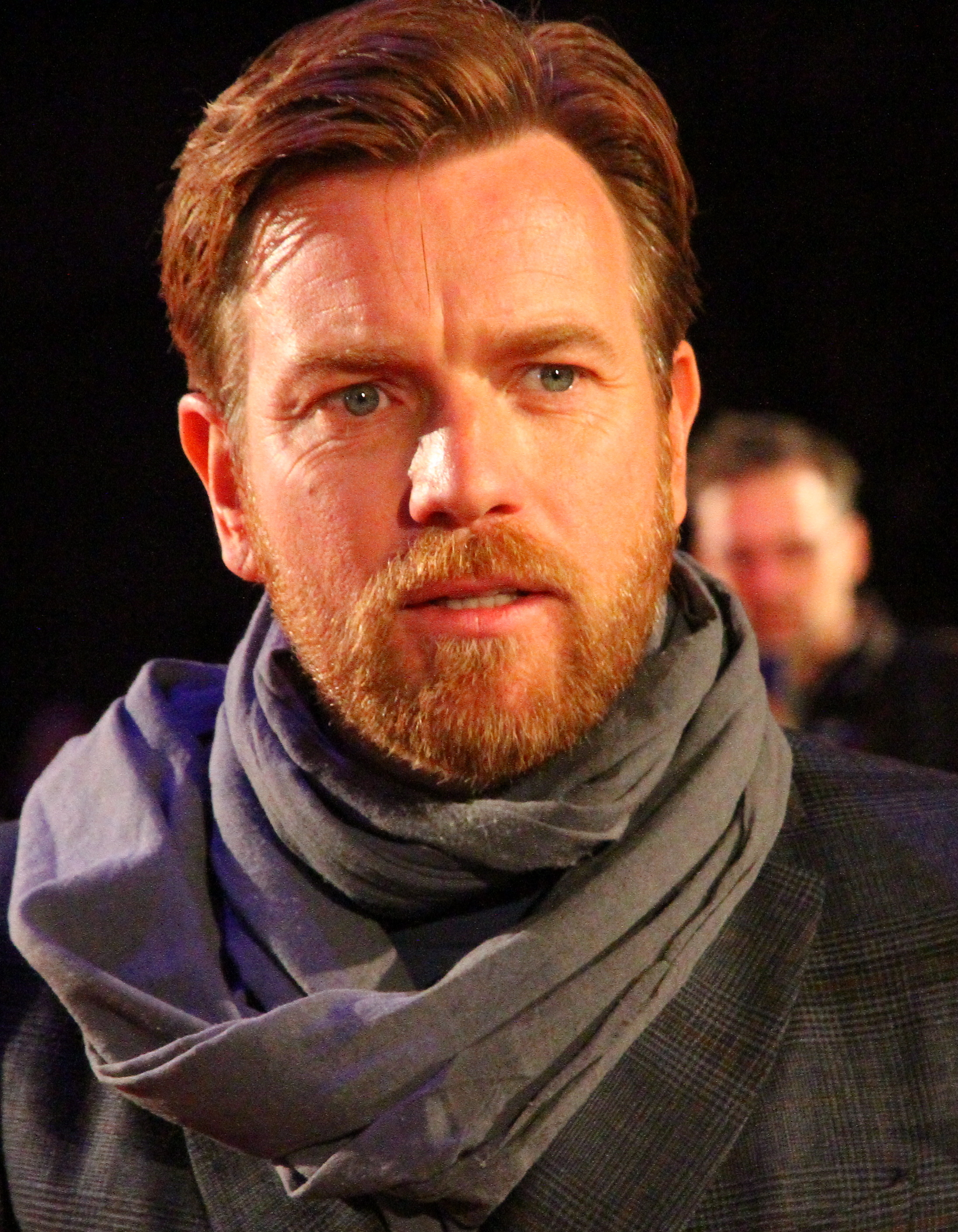
Ewan McGregor, beste acteur in een miniserie of televisiefilm

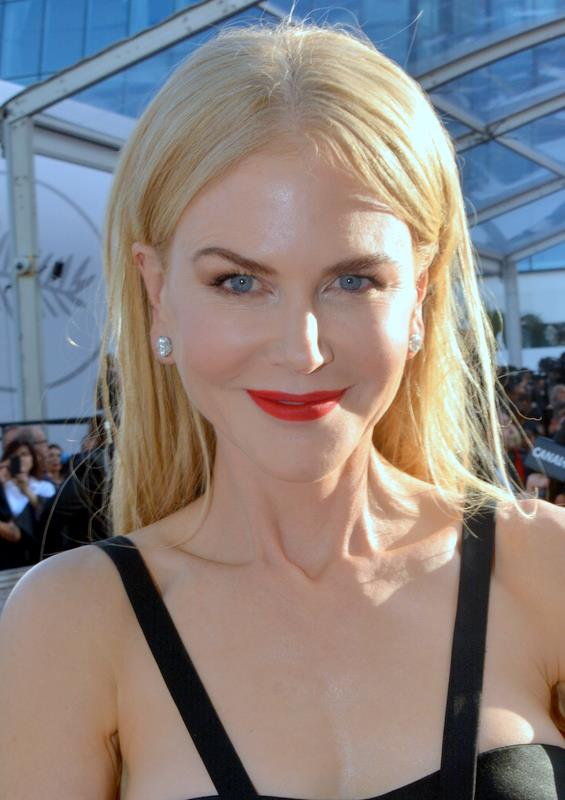
Nicole Kidman, beste actrice in een miniserie of televisiefilm

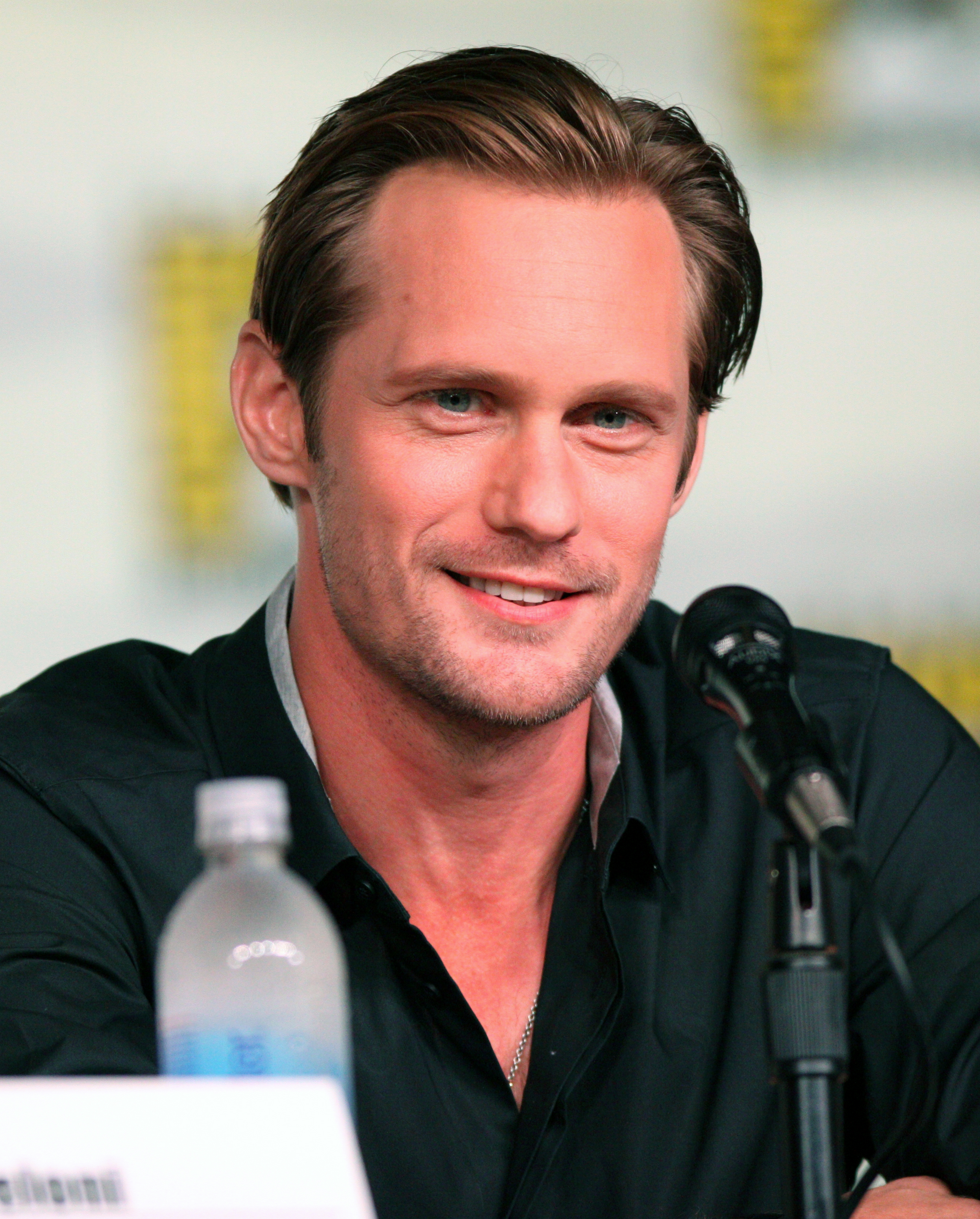
Alexander Skarsgård, beste mannelijke bijrol in een televisieserie, miniserie of televisiefilm

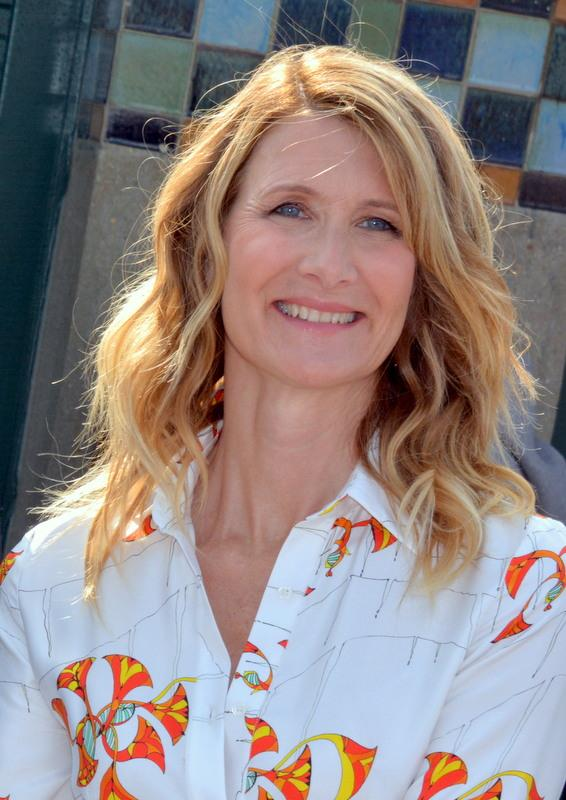
Laura Dern, beste vrouwelijke bijrol in een televisieserie, miniserie of televisiefilm

## Film - winnaars en nominaties

### Beste dramafilm
- Three Billboards Outside Ebbing, Missouri
  - Dunkirk
  - The Shape of Water
  - Call Me by Your Name
  - The Post

### Beste komische of muzikale film
- Lady Bird
  - The Disaster Artist
  - Get Out
  - The Greatest Showman
  - I, Tonya

### Beste regisseur
- Guillermo del Toro – The Shape of Water
  - Martin McDonagh – Three Billboards Outside Ebbing, Missouri
  - Christopher Nolan – Dunkirk
  - Ridley Scott – All the Money in the World
  - Steven Spielberg – The Post

### Beste acteur in een dramafilm
- Gary Oldman – Darkest Hour als Winston Churchill
  - Timothée Chalamet – Call Me by Your Name als Elio Perlman
  - Daniel Day-Lewis – Phantom Thread als Reynolds Woodcock
  - Tom Hanks – The Post als Ben Bradlee
  - Denzel Washington – Roman J. Israel, Esq. als Roman J. Israel

### Beste actrice in een dramafilm
- Frances McDormand – Three Billboards Outside Ebbing, Missouri als Mildred Hayes
  - Jessica Chastain – Molly's Game als Molly Bloom
  - Sally Hawkins – The Shape of Water als Elisa Esposito
  - Meryl Streep – The Post als Kay Graham
  - Michelle Williams – All the Money in the World als Gail Harris

### Beste acteur in een komische of muzikale film
- James Franco – The Disaster Artist als Tommy Wiseau
  - Steve Carell – Battle of the Sexes als Bobby Riggs
  - Ansel Elgort – Baby Driver als Baby/Miles
  - Hugh Jackman – The Greatest Showman als Phineas Taylor Barnum
  - Daniel Kaluuya – Get Out als Chris Washington

### Beste actrice in een komische of muzikale film
- Saoirse Ronan – Lady Bird als Christine "Lady Bird" McPherson
  - Judi Dench – Victoria and Abdul als Queen Victoria
  - Helen Mirren – The Leisure Seeker als Ella Robina
  - Margot Robbie – I, Tonya als Tonya Harding
  - Emma Stone – Battle of the Sexes als Billie Jean King

### Beste mannelijke bijrol
- Sam Rockwell – Three Billboards Outside Ebbing, Missouri als Officer Jason Dixon
  - Willem Dafoe – The Florida Project als Bobby Hicks
  - Armie Hammer – Call Me by Your Name als Oliver
  - Richard Jenkins – The Shape of Water als Giles
  - Christopher Plummer – All the Money in the World als Jean Paul Getty

### Beste vrouwelijke bijrol
- Allison Janney – I, Tonya als LaVona Golden
  - Mary J. Blige – Mudbound als Florence Jackson
  - Hong Chau – Downsizing als Ngoc Lan Tran
  - Laurie Metcalf – Lady Bird als Marion McPherson
  - Octavia Spencer – The Shape of Water als Zelda Fuller

### Beste script
- Three Billboards Outside Ebbing, Missouri – Martin McDonagh
  - The Shape of Water – Guillermo del Toro en Vanessa Taylor
  - Lady Bird – Greta Gerwig
  - The Post – Liz Hannah en Josh Singer
  - Molly's Game – Aaron Sorkin

### Beste soundtrack
- The Shape of Water – Alexandre Desplat
  - Three Billboards Outside Ebbing, Missouri – Carter Burwell
  - Dunkirk – Hans Zimmer
  - Phantom Thread – Jonny Greenwood
  - The Post – John Williams

### Beste filmsong
- "This Is Me" – The Greatest Showman
  - "Home" – Ferdinand
  - "Mighty River" – Mudbound
  - "Remember Me" – Coco
  - "The Star" – The Star

### Beste buitenlandse film
- Aus dem Nichts (In the Fade) ( Duitsland)
  - Una mujer fantástica (A Fantastic Woman) ( Chili)
  - First They Killed My Father ( Cambodja)
  - Nelyubov (Loveless) ( Rusland)
  - The Square ( Zweden)

### Beste animatiefilm
- Coco
  - The Boss Baby
  - Loving Vincent
  - The Breadwinner
  - Ferdinand

## Films met meerdere nominaties
De volgende films ontvingen meerdere nominaties:
| Nominaties | Film                                      | Awards |
| ---------- | ----------------------------------------- | ------ |
| 7          | The Shape of Water                        | 2      |
| 6          | The Post                                  |        |
| 6          | Three Billboards Outside Ebbing, Missouri | 4      |
| 4          | Lady Bird                                 | 2      |
| 3          | All the Money in the World                |        |
| 3          | Call Me by Your Name                      |        |
| 3          | Dunkirk                                   |        |
| 3          | The Greatest Showman                      | 1      |
| 3          | I, Tonya                                  | 1      |
| 2          | Battle of the Sexes                       |        |
| 2          | Coco                                      | 1      |
| 2          | The Disaster Artist                       | 1      |
| 2          | Ferdinand                                 |        |
| 2          | Get Out                                   |        |
| 2          | Molly's Game                              |        |
| 2          | Mudbound                                  |        |
| 2          | Phantom Thread                            |        |

## Cecil B. DeMille Award
- Oprah Winfrey

## Televisie - winnaars en nominaties

### Beste dramaserie
- The Handmaid's Tale
  - The Crown
  - Game of Thrones
  - Stranger Things
  - This is Us

### Beste komische of muzikale serie
- The Marvelous Mrs. Maisel
  - Black-ish
  - Master of None
  - SMILF
  - Will & Grace

### Beste miniserie of televisiefilm
- Big Little Lies
  - Fargo
  - Feud: Bette and Joan
  - The Sinner
  - Top of the Lake: China Girl

### Beste acteur in een dramaserie
- Sterling K. Brown – This is Us als Randall Pearson
  - Jason Bateman – Ozark als Martin "Marty" Byrde
  - Freddie Highmore – The Good Doctor als Dr. Shaun Murphy
  - Bob Odenkirk – Better Call Saul als Jimmy McGill
  - Liev Schreiber – Ray Donovan als Ray Donovan

### Beste actrice in een dramaserie
- Elisabeth Moss – The Handmaid's Tale als Offred/June Osborne
  - Caitriona Balfe – Outlander als Claire Fraser
  - Claire Foy – The Crown als Queen Elizabeth II
  - Maggie Gyllenhaal – The Deuce als Eileen "Candy" Merrell
  - Katherine Langford – 13 Reasons Why als Hannah Baker

### Beste acteur in een komische of muzikale serie
- Aziz Ansari – Master of None als Dev Shah
  - Anthony Anderson – Black-ish als Andre "Dre" Johnson Sr.
  - Kevin Bacon – I Love Dick als Dick
  - William H. Macy – Shameless als Frank Gallagher
  - Eric McCormack – Will & Grace als Will Truman

### Beste actrice in een komische of muzikale serie
- Rachel Brosnahan – The Marvelous Mrs. Maisel als Miriam "Midge" Maisel
  - Pamela Adlon – Better Things als Sam Fox
  - Alison Brie – GLOW als Ruth "Zoya the Destroya" Wilder
  - Issa Rae – Insecure als Issa Dee
  - Frankie Shaw – SMILF als Bridgette Bird

### Beste acteur in een televisiefilm of miniserie
- Ewan McGregor – Fargo als Emmit en Ray Stussy
  - Robert De Niro – The Wizard of Lies als Bernie Madoff
  - Jude Law – The Young Pope als Paus Pius XIII
  - Kyle MacLachlan – Twin Peaks als Dale Cooper
  - Geoffrey Rush – Genius als Albert Einstein

### Beste actrice in een televisiefilm of miniserie
- Nicole Kidman – Big Little Lies als Celeste Wright
  - Jessica Biel – The Sinner als Cora Tannetti
  - Jessica Lange – Feud: Bette and Joan als Joan Crawford
  - Susan Sarandon – Feud: Bette and Joan als Bette Davis
  - Reese Witherspoon – Big Little Lies als Madeleine MacKenzie

### Beste mannelijke bijrol in een televisieserie, miniserie of televisiefilm
- Alexander Skarsgård – Big Little Lies als Perry Wright
  - David Harbour – Stranger Things als Chief Jim Hopper
  - Alfred Molina – Feud: Bette and Joan als Robert Aldrich
  - Christian Slater – Mr. Robot als Mr. Robot/Edward Alderson
  - David Thewlis – Fargo als V.M. Varga

### Beste vrouwelijke bijrol in een televisieserie, miniserie of televisiefilm
- Laura Dern – Big Little Lies als Renata Klein
  - Ann Dowd – The Handmaid's Tale als Ant Lydia
  - Chrissy Metz – This is Us als Kate Pearson
  - Michelle Pfeiffer – The Wizard of Lies als Ruth Madoff
  - Shailene Woodley – Big Little Lies als Jane Chapman

## Series met meerdere nominaties
De volgende series ontvingen meerdere nominaties:
| Nominaties | Serie                     | Awards |
| ---------- | ------------------------- | ------ |
| 6          | Big Little Lies           | 4      |
| 4          | Feud: Bette and Joan      |        |
| 3          | Fargo                     | 1      |
| 3          | The Handmaid's Tale       | 2      |
| 3          | This is Us                | 1      |
| 2          | Black-ish                 |        |
| 2          | The Crown                 |        |
| 2          | The Marvelous Mrs. Maisel | 2      |
| 2          | Master of None            | 1      |
| 2          | The Sinner                |        |
| 2          | SMILF                     |        |
| 2          | Stranger Things           |        |
| 2          | Will & Grace              |        |
| 2          | The Wizard of Lies        |        |